# Miristoil-CoA 11-(E) desaturasi
La miristoil-CoA 11-(E) desaturasi è un enzima appartenente alla classe delle ossidoreduttasi, che catalizza la seguente reazione:
miristoil-CoA + NAD(P)H + H+ + O2 ⇄ (E)-11-tetradecenoil-CoA + NAD(P)+ + 2 H2O
L'enzima è coinvolto nella sintesi del feromone del sesso nella falena Spodoptera littoralis. Il composto (E)-11-tetradecenoil-CoA è generato dalla rimozione stereospecifica dell'idrogeno pro-R dal carbonio-11 e dell'idrogeno pro-S dal C-12. La miristoil-CoA 11-(Z) desaturasi (numero EC 1.14.99.32), genera l'isomero Z mediante taglio stereospecifico dell'idrogeno pro-R sul C-11 e sul C-12.